# Biton villiersi
Biton villiersi är en spindeldjursart som först beskrevs av Max Vachon 1950.  Biton villiersi ingår i släktet Biton och familjen Daesiidae. Inga underarter finns listade.